# Straßenbahn Komsomolsk am Amur

Straßenbahnnetz in Komsomolsk am Amur 2015

Die Straßenbahn Komsomolsk am Amur war ein am 6. November 1957 eröffneter Straßenbahnbetrieb in der russischen Stadt Komsomolsk am Amur. Nach Jahren unterlassener Instandhaltung wurde das Netz am 1. Oktober 2018 stillgelegt und am 26. Oktober 2018 dessen Gesamteinstellung verkündet.
Die erste Straßenbahnlinie wurde am 6. November 1957 in Betrieb genommen, weitere folgten bis 1961. Das durchweg zweigleisige Streckennetz umfasste maximal fünf Linien, zum Zeitpunkt der Stilllegung waren noch drei in Betrieb. Ein Teil lag auf eigenem Bahnkörper, weitere erhebliche Teile waren straßenbündig trassiert.
Ab der Jahrtausendwende nahm die Bedeutung des ÖPNV erheblich ab: Die De-Industrialisierung und der zunehmende Individualverkehr ließen die Nutzerzahlen deutlich schrumpfen. Getragen wurde der Betrieb im Wesentlichen durch 17 RVZ-6M2, 9 KTM-5M3 sowie 9 LM-93. Wegen unterlassener Wartung wurde am 1. September 2018 die Brücke zwischen Betriebshof und Netz gesperrt, wodurch keine Fahrzeuge mehr ausrücken konnten.